# Зальца Антон Єгорович
Зальца Антон Єгорович (22 жовтня 1843 — 1916) — російський барон і генерал. Командир 1-го армійського корпусу, помічник командувача Київського військового округу. Брав участь у придушенні польського повстання 1863 року,  російсько-турецькій війні 1878-1879 років та конфлікті 1885 року.

## Біографія
Закінчив Миколаївське училище гвардійських юнкерів. 13 червня 1862 року розпочав військову службу в лейб-гвардії стрілковий Імператорської фамілії батальйон у складі якого брав участь у придушенні польського повстання 1863 року.
З 18 грудня 1876 до 10 лютого 1878 року перебував у розпорядженні командувача Кавказької армії, а з 10 лютого 1878 до 4 лютого 1879 року був ад'ютантом головнокомандувача Михаїла Миколайовича. Надалі до 19 липня 1889 року командував 1-м Кавказьким стрілковим батальйоном у чині полковника.
Також командував:
- 80-м Кабардинським стрілковим полком (1889—1895)
- Кавказькою туземною стрілковою бригадою (8 березня — 1 листопада 1895)
- 1-ша Кавказька стрілкова бригада (1895—1902)
- 24-та піхотна дивізія (1902—1904)
- 1-ша гвардійська стрілкова дивізія (1904—1905)
- 22-й армійський корпус
- 1-й армійський корпус

У 1908—1911 роках був помічником командувача Київського військового округу. У 1911—1914 роках був командувачем Казанського військового округу.

## Нагороди
За участь у війні з Османською імперією нагороджений:
- орденом св. Георгія 4-го степеня
- чином підполковника
- золотою зброєю
- орденом св. Станіслава 2-го степеня з мечами й бантом
- орденом св. Станіслава 3-го степеня з мечами й бантом
- орденом св. Анни 4-го степеня з мечами й бантом
- орденом св. Володимира 4-го степеня з мечами й бантом